# Le Bout de la route
Le Bout de la route (End of the road) est le 9e épisode de la première saison de la série télévisée Les Sentinelles de l'air. L'ordre de diffusion étant différent de l'ordre de production, il fut le quatorzième épisode réalisé.

## Synopsis
Alors que l'entreprise de construction Gray & Houseman s'emploie à la construction d'une route traversant une montagne, de violents éboulements et le mauvais temps rendent la suite du travail dangereuse, voir impossible.
Dans une tentative désespérée de terminer le projet dans les délais, et alors que la tempête fait rage, Eddie Houseman prend seul la décision de faire sauter la roche en certains points précis afin d'éviter que les éboulis ne comblent la tranchée déjà creusée.
Malheureusement, son camion est trop proche lorsqu'il fait exploser les charges et se trouve projeté au bord de la falaise. Eddie se trouve alors coincé dans son véhicule, le moindre mouvement pouvant le faire basculer au fond du précipice.
Les hommes de Gray & Houseman décide alors d'appeler au secours la Sécurité Internationale...